# 春野友矢
春野 友矢（はるの ともや、1983年3月22日 - ）は、日本の漫画家。男性。

## 作品リスト

### 漫画

#### 連載
- ディーふらぐ! （『月刊コミックアライブ』2008年9月号 - 、連載中、既刊19巻）
- 魔王様ちょっとそれとって!! （『ミラクルジャンプ』2011年5号 - 2016年3月号→『ウルトラジャンプ』2016年4月号 - 2018年11月号、全8巻）

#### 読切
- まじたく（『コミックブレイドMASAMUNE』2006春号）
- 細木さんパワースキル （『月刊コミックブレイド』2006年7月号）
- すりぃえす! （『月刊コミックアライブ』2007年11月号）
- めがみのいずみ （『月刊コミックアライブ』2007年12月号）
- ザ・ヒロイズム （『月刊ComicREX』2009年7月号）
- ヨリコイ （『アオハル』0号、2010年）
- ◯◯様ちょっとそれとって!! （『ミラクルジャンプ』2011年4号）

#### アンソロジー参加作品など
- 葛木家の食卓 （『Fate/hollow ataraxiaコミックアラカルト』、角川書店、2006年）
- ないものねだり （『つよきすコミックアンソロジー 竜鳴ツンデレ白書』、フォックス出版、2006年）
- 箱入り娘 （『Fate/hollow ataraxia anthology comic vol.2』、フォックス出版、2006年）
- 秘密の花園 （『キミキス』、マッグガーデン、2006年）
- らき☆すたコミックアラカルト　田村ひよりの鬱 （『コンプエース』2007年11月号、角川書店）
- Fate/Zero〜KOTOMINE〜 （『TYPE-MOONエース』2008年Vol.1、角川書店）
- みらいもん （『ブラコンアンソロジー Liqueur ―リキュール―』、ソフトバンククリエイティブ、2011年）
- とある飛空士の追憶 （『僕は友達が少ない公式アンソロジーコミック』、メディアファクトリー、2011年）
- 僕の考えたキリング・グッズ （『断裁分離のクライムエッジ アンソロジ－』、メディアファクトリー、2013年）
- 半端妹!うまるちゃん （『ひもうと！うまるちゃんS』、集英社、2015年）

### アニメ
- かんなぎ - 第3話作中漫画
- 蒼き鋼のアルペジオ -アルス・ノヴァ- - 第3話エンドカード

### ゲーム
- フェイト/タイガーころしあむ アッパー - 一部シナリオ
- フリスタ! -Street Basketball- - 一部キャラクターデザイン
- Fate/Grand Order - 一部キャラクターデザイン

### その他
- ディーふらぐ!（第12話エンドカード）